# Badecla
Genre
Badecla est un genre d'insectes lépidoptères de la famille des Lycaenidae et de la sous-famille des Theclinae présents en Amérique.

## Systématique
Le genre Arzecla a été créé par Marcelo Duarte (d) et Robert K. Robbins (d) en 2010.

## Liste des espèces
- Badecla argentinensis (K. Johnson & Kroenlein) présent en Argentine
- Badecla badaca (Hewitson, 1868) présent au Brésil et en Guyane
- Badecla clarissa (Draudt, 1920) présent au Brésil
- Badecla lanckena Schauss, 1902 présent au Pérou
- Badecla picentia (Hewitson, 1868) présent au Brésil et en Guyane
- Badecla quadramacula (Austin & K. Johnson, 1997) présent au Brésil et en Guyane

## Répartition
Les espèces du genre Badecla sont présentes en Amérique du Sud.

## Publication originale
- (en) Marcelo Duarte et Robert K. Robbins, « Description and phylogenetic analysis of the Calycopidina (Lepidoptera, Lycaenidae, Theclinae, Eumaeini): a subtribe of detritivores », Revista Brasileira de Entomologia, Elsevier et Entomological Society of Brazil (d), vol. 54, no 1,‎ mars 2010, p. 45-65 (ISSN 0085-5626 et 1806-9665, DOI 10.1590/S0085-56262010000100006, lire en ligne).